# Comuna Tomașivka, Nedrîhailiv
Tomașivka (în ucraineană Томашівка) este o comună în raionul Nedrîhailiv, regiunea Sumî, Ucraina, formată din satele Besedivka, Korîtîșce, Kosenkî, Tomașivka (reședința) și Zakroiivșciîna.

## Demografie
Componența lingvistică a comunei Tomașivka
     Ucraineană (98,55%)
     Rusă (1,27%)
     Alte limbi (0,19%)
Conform recensământului din 2001, majoritatea populației comunei Tomașivka era vorbitoare de ucraineană (98,55%), existând în minoritate și vorbitori de rusă (1,27%).